# Túcan
Túcan est un duo de guitaristes irlandais, composé de Donal Gunne et Pearse Feeney. Leur musique mélange un large éventail de styles tels que le flamenco, le jazz, la musique traditionnelle, le heavy metal, la musique classique et le rock des années 1960.
En 2008, Túcan remporte le titre du meilleur groupe à la 14e conférence annuelle de l'AOIFE (Association of Irish Festival Events). En 2009, leur premier album auto-produit atteint la 29e place des charts irlandaises.

## Album
- 2009 : Aliquot strings